# Virginia Slims of Florida 1978
Il Virginia Slims of Florida 1978 è stato un torneo di tennis giocato sul sintetico indoor. È stata la 4ª edizione del torneo, che fa del WTA Tour 1978. Si è giocato a Hollywood negli USA dal 9 al 15 gennaio 1978.

## Campionesse

### Singolare
Evonne Goolagong ha battuto in finale  Virginia Wade con il punteggio di 6–2, 6–3

### Doppio
Rosie Casals /  Wendy Turnbull hanno battuto in finale  Françoise Dürr /  Virginia Wade con il punteggio di 6–2, 6–4